# Phoronis psammophila
Phoronis psammophila es una especie de foronídeo marino del filo Phoronida. Vive en un tubo que se eleva en el fondo marino en mares pocos profundos.

## Descripción
P. psammophila construye y vive dentro de un tubo quitinoso rígido de unos 10 cm de largo, que construye incorporando granos de arena y detrito. El gusano extendido mide hasta 19 cm de largo pero puede contraerse hasta un quinto de esta longitud. Su cuerpo es rosado y se encuentra dividido en dos secciones. La parte anterior, el mesosoma, posee una cavidad, el mesencéfalo, que se continúa en tentáculos los que permanecen rígidos por acción de presión hidroestática. El mesosoma aloja el lofóforo, una estructura para alimentación especializada que consiste de un anillo de hasta 190 tentáculos translucidos dispuestos en forma de herradura rodeando la boca en forma de media luna. La parte posterior de su cuerpo que es la más larga es el metasoma y contiene la mesencéfalo. Su base es más ancha alojando una ampulla donde es posible que el gusano se fije dentro del tubo. El intestino tiene  forma en U y se extiende desde la boca hasta la ampulla desde donde regresa hasta el ano el cual se encuentra ubicado justo debajo de la boca. Las gónadas se encuentran en el mesencéfalo. Posee dos vasos sanguíneos que recorren los lados ventrales y dorsales del cuerpo con capilares en los tentáculos. Los mismos son fácilmente visibles por la hemoglobina de los glóbulos rojos. Posee una única fibra nerviosa sobre el lateral izquierdo del cuerpo.